# Siegfried Flügge
Siegfried Flügge (Dresden, 16 de março de 1912 — Hinterzarten, 15 de dezembro de 1997) foi um físico teórico alemão.
Contribuiu com trabalhos fundamentais em física nuclear. Trabalhou no Kaiser-Wilhelm Institut für Chemie e no Uranverein (Clube do Urânio). Foi editor da coleção em 54 volumes Handbuch der Physik.

## Educação
Flügge estudou física de 1929 a 1933 na Technische Hochschule Dresden (após 1961 Universidade Técnica de Dresden) e na Universidade de Göttingen, onde obteve um doutorado em 1933, orientado por Max Born. 
Irmão do engenheiro Wilhelm Flügge.

## Livros
- Erwin Madelung, Karl Böhle e Siegfried Flügge: Mathematischen Hilfsmittel des Physikers (Mathematical Tools for the Physicist), Dritte vermehrte und verbesserte Auflage) (Dover, 1943)
- Walther Bothe e Siegfried Flügge: Nuclear Physics and Cosmic Rays: FIAT Review of German Science 1939-1946. 2 volumes. 230; 198 pages. (Office of Military Government for Germany, 1948)
- Siegfried Flügge: Theoretische Optik. Die Entwicklung einer physikalischen Theorie (Wolfenbüttler Verlagsanstalt, 1948)
- Siegfried Flügge: Bucher der Mathematik und Naturwissenschaften (Wolfenbutteler-Verlags-Anstalt, 1948)
- Siegfried Flügge e Hans Marschall: Rechenmethoden Der Quantentheorie (Springer Verlag, 1952)
- Siegfried Flügge e Hans Marschall: Rechenmethoden der Quantentheorie. Dargestellt in Aufgaben und Lösungen. Erster Teil: Elementare Quantenmechanik. (Springer-Verlag, 1952)
- Siegfried Flügge: Handbuch der Physik. Bd. 7. 1. Kristallphysik 1 (Springer Verlag, 1955)
- Siegfried Flügge: Lehrbuch der Theoretischen Physik (in 5 Bänden). Band 1: Einführung - Elementare Mechanik und Kontinuumsphysik. (Springer, 1961)
- Siegfried Flügge: Lehrbuch der theoretischen Physik. Bd. III: Klassische Physik II. Das Maxwellsche Feld. Bln. (Spinger, 1961)
- Siegfried Flügge: Lehrbuch der Theoretischen Physik (in 5 Bänden). Band 4: Quantentheorie I. (Springer, 1964)
- Siegfried Flügge: Rechenmethoden der Quantentheorie;Elementare Quantenmechanik - Dargestellt in Aufgaben und Lösungen (Springer Verlag, 1965)
- Siegfried Flügge: Lehrbuch Der Theoretischen Physik Band Ii - Klassische Physik I Mechanik Der Geordneten Undungeorneten Bewegungen (Springer, 1967)
- Siegfried Flügge: Wege und Ziele der modernen Physik. (Schulz Freiburg, 1969)
- Siegfried Flügge: Practical Quantum Mechanics - Volume 1 and Volume 2 (Springer, 1971)
- Siegfried Flügge: Wege und Ziele der Physik (Springer-Verlag, 1974)
- Siegfried Flügge: Practical Quantum Mechanics (Springer, 1998)